# 川の深さは
『川の深さは』（かわのふかさは、How Deep is Your River, Mr. Guard?）は、2000年に発表された福井晴敏による日本の小説。

## 概要
単行本は2000年9月に刊行。本作は元々第43回江戸川乱歩賞の応募作であり、選考会で大きな話題を集め大沢在昌の絶賛を受けるも、落選した（受賞したのは野沢尚の『破線のマリス』）。その後福井は『Twelve Y. O.』で第44回江戸川乱歩賞を受賞しデビューしたものの、本作が修正・改訂の上で講談社から単行本が刊行されたのは『亡国のイージス』刊行後になった。文庫版は2003年8月刊行。なお単行本、文庫本ともに表紙には日本語タイトルの他に、英語で『How Deep is Your River, Mr. Guard?』というタイトルが掲げられている。
福井にとっては、この作品が本来の処女作となったこともあるのだろうが、作品内に『Twelve Y. O.』『亡国のイージス』『Op.ローズダスト』へと繋がる舞台設定の土台（『Twelve Y. O.』や『人類資金』に登場するコンピュータウイルス、その後の作品のストーリーに大きく関わる防衛庁情報局のいきさつなど）を見て取ることができる。登場人物も、本作と『Twelve Y. O.』と『亡国のイージス』で一部がリンクしている。なお文庫化に際して若干の加筆が行われ、『Twelve Y. O.』へと繋がる部分が明確にされた。
2001年度『このミステリーがすごい!』ランキング第10位。

## あらすじ
「彼女を守る。それがおれの任務だ」、そう言う傷だらけの少年。彼をかくまった元警官は、彼との交流を進めるうちに「底なしの川」に巻き込まれていく。その中で元警官はこの国の暗部を目にしつつ、かつて持っていたが現在失っていた熱いものを取り戻していく。

## 登場人物
桃山 剛（ももやま つよし）
本作の主人公、警備員。元暴力団担当（マル暴）の刑事だったがある事件がきっかけで退職。43歳の現在は亀戸でやる気のないグータラな日常を過ごしていたが、増村保や須藤葵との出会いがきっかけに日本国の暗部、「底無しの川」へと引き込まれていく。情熱過多。
増村 保（ますむら たもつ）
中性的な顔立ちの少年。防衛庁の秘匿情報機関「治安情報局（後の防衛庁情報局）の局員であったが、組織の任務を放棄して、須藤葵を守ることを自らの任務として課している。
須藤 葵（すどう あおい）
黒髪で華奢な少女。保と共に逃避行している。北系の在日朝鮮人。
城崎 涼子（しろさき りょうこ）
治安情報局（後の防衛庁情報局）の局員。増村保は部下に当たる。佐久間の秘書のような立場であり、男女の仲でもある。物語終盤（文庫版）では佐久間の後任である井島の補佐を担当する。
佐久間 仁（さくま ひとし）
「治安情報局（後の防衛庁情報局）」の幹部。冷戦終結により縮小された局の再興及び公的機関化を目論んでいる。元海上自衛隊一佐。
金谷 稔（かなや みのる）
暴力団「船木会」の組員。
昔、桃山に助けられたことがあるため、桃山を信頼している。
美紀（みき）
金谷の恋人。北系の在日朝鮮人。
夏生 由梨（なつき ゆり）
終盤（文庫版）にて、城崎 涼子の後任として井島の補佐を担当する。本書の続編といえる『Twelve Y. O.』に深く関わる。文庫版のみの登場。
井島 一友（いじま かずとも）
佐久間の後任。物語終盤（文庫版）にて佐久間の陰謀を阻止する行動を密かにとっていたことが明らかになる。治安情報局の国内事案を担当する内事部の要職を勤めてきた大物で、続編である『Twelve Y. O.』にも組織再編後の東部方面内事部長として登場し、物語に深く関わる。世界観を共有している福井作品でしばしば登場する920（結城圭一）の保護者代わりという設定がある。文庫版のみの登場。

## 朝高サンド
葵が作る手軽なジャンクフードである「朝高サンド」は、反骨精神からアメリカのハンバーガーを食べない朝鮮高級学校の生徒らが発案したとされている。
本作の読者を中心に広がりをみせ、SNSやブログなどでは書評とともにレシピや食レポが投稿されるケースが多い。作り方は、作中によると「食パンにマヨネーズを塗り、砕いたガーリック味のポテトチップスとベーコンを乗せてトースターで焼く」という簡単なものだが、ポテトチップスの味をガーリック以外の味でアレンジするなど、独自の広がりを見せている。

## 他作品との繋がり
アポトーシス
本作に登場するコンピュータウィルス「アポトーシス」は、続編の『Twelve Y. O.』にて「アポトーシスII」として改良されて再登場する。
また『人類資金』においてはさらに改良が加えられた「アポトーシス」が登場している。
治安情報局
福井作品でお馴染みの非公式情報機関「防衛庁情報局」の前身組織。本作開始時点では冷戦終結により大幅に縮小されており、どのような経緯で防衛庁情報局へ再編されていったのかが描かれている。
神泉教
プラスチック爆薬「セムテックス」を用い、東京中心部で地下鉄爆破テロを引き起こした「新興宗教団体」。現実でいうところのオウム真理教をモデルにしていると思われる。『Op.ローズダスト』においても、その名が登場する。

## 刊行一覧
- 単行本：2000年9月、講談社、ISBN 978-4-06-210284-1[1]
- 文庫本：2003年8月、講談社文庫、ISBN 978-4-06-273827-9[4]